# Pipeworks Studios
Pipeworks Studios es un desarrollador de videojuegos estadounidense con sede en Eugene, Oregón. La compañía fue fundada en noviembre de 1999 por Dan White y Dan Duncalf y trabaja para brindar desarrollo completo, codesarrollo y operaciones en vivo a los editores de videojuegos y otros socios, además de crear IP originales.

## Historia
Pipeworks Software fue fundada en Eugene, Oregón, en noviembre de 1999 por Dan White y Dan Duncalf, dos desarrolladores anteriormente de Dynamix. White y Duncalf asumieron las funciones de director técnico y presidente, respectivamente, y se contrató a Phil Cowles como director de desarrollo empresarial. El 12 de abril de 2005, se anunció que Pipeworks había sido adquirida por Foundation 9 Entertainment, un conglomerado de videojuegos fundado el mes anterior. Posteriormente, Duncalf se unió a la junta directiva de Foundation 9. Para mayo de 2010, Pipeworks tenía 60 empleados. En septiembre de 2014, bajo el asesoramiento de GP Bullhound, Foundation 9 vendió Pipeworks a la editorial de juegos italiana Digital Bros. En febrero de 2016, Pipeworks empleaba a 75 personas y cambió su nombre a Pipeworks Studio. Digital Bros vendió Pipeworks a Northern Pacific Group por 20 millones de dólares en febrero de 2018, y el estudio luego pasó a llamarse Pipeworks Studios. En septiembre de 2020, Sumo Group adquirió Pipeworks por 100 millones de dólares. Junto con su nueva empresa matriz, el estudio abrió una subsidiaria, Timbre Games, en Canadá bajo la dirección de Joe Nickolls.
En julio de 2022, Pipeworks Studios fue adquirido por Jagex, desarrolladores de la franquicia RuneScape.

## Juegos desarrollados
| Año  | Título                                          | Plataforma(s)                              |
| ---- | ----------------------------------------------- | ------------------------------------------ |
| 2001 | GLOM                                            | Palm OS                                    |
| 2002 | Godzilla: Destroy All Monsters Melee            | GameCube, Xbox                             |
| 2004 | Godzilla: Save the Earth                        | PlayStation 2, Xbox                        |
| 2005 | Prince of Persia: Revelations                   | PlayStation Portable                       |
| 2006 | Rampage: Total Destruction                      | GameCube, PlayStation 2, Wii               |
| 2007 | Prince of Persia: Rival Swords                  | PlayStation Portable, Wii                  |
| 2007 | NHRA Drag Racing: Countdown to the Championship | PlayStation 2, PlayStation Portable        |
| 2007 | Godzilla: Unleashed                             | PlayStation 2, Wii                         |
| 2007 | Godzilla Unleashed: Double Smash                | DS                                         |
| 2007 | Boogie                                          | PlayStation 2                              |
| 2008 | Merv Griffin's Crosswords                       | Wii                                        |
| 2009 | Night at the Museum: Battle of the Smithsonian  | Wii, Xbox 360                              |
| 2009 | Charm Girls Club: Pajama Party                  | Wii                                        |
| 2009 | Geo-Storm                                       | Microsoft Windows                          |
| 2010 | Monopoly                                        | PlayStation Portable                       |
| 2010 | Jeopardy!                                       | Wii                                        |
| 2010 | Wheel of Fortune                                | Wii                                        |
| 2010 | Deadliest Warrior                               | PlayStation 3, Xbox 360                    |
| 2010 | Zumba Fitness                                   | PlayStation 3, Wii, Xbox 360               |
| 2010 | UDraw Studio                                    | Wii                                        |
| 2011 | Deadliest Warrior: Legends                      | PlayStation 3, Xbox 360                    |
| 2012 | Devil May Cry: HD Collection                    | PlayStation 3, Xbox 360                    |
| 2012 | Wheel of Fortune                                | PlayStation 3, Wii U, Xbox 360             |
| 2012 | Jeopardy!                                       | PlayStation 3, Wii U, Xbox 360             |
| 2012 | Deadliest Warrior Ancient Combat                | Xbox 360, PlayStation 3                    |
| 2012 | Wreck-It Ralph                                  | Wii, DS, 3DS                               |
| 2013 | Dancing With the Stars: Keep Dancing            | Browser, Microsoft Windows                 |
| 2013 | World Series of Poker: Full House Pro           | Xbox 360                                   |
| 2014 | Godzilla: Smash 3                               | Android, iOS                               |
| 2015 | SoccerDie                                       | iOS                                        |
| 2015 | Gems of War                                     | Xbox One, PlayStation 4                    |
| 2016 | Prominence Poker                                | Microsoft Windows, PlayStation 4, Xbox One |
| 2016 | Superfight                                      | Microsoft Windows                          |
| 2017 | Queen's Sea Poker                               | Android, iOS                               |
| 2018 | Terraria                                        | PlayStation 4, Xbox One, Nintendo Switch   |
| 2018 | King's Cruise Lottery                           | Android, iOS                               |
| 2019 | SoccerDie: Cosmic Cup                           | Nintendo Switch                            |
| 2019 | Adventure Academy                               | iOS, Microsoft Windows, MacOS              |
| 2020 | Rival Peak                                      | Microsoft Windows, MacOS, Android, iOS     |
| 2022 | The Walking Dead: Last Mile                     | Microsoft Windows, MacOS, Android, iOS     |
| 2022 | Magic Spellslingers                             | Microsoft Windows, MacOS, Android, iOS     |